# Łagiewniki (Bytom)
Łagiewniki (niem. do 1904 Ober-, Mittel-, Nieder- Lagiewnik; 1904–1922, 1939–1945 Hohenlinde) – dzielnica Bytomia, sąsiadująca z Chorzowem i Świętochłowicami oraz bytomskimi dzielnicami Rozbark, Szombierki i Śródmieściem. Do 1951 roku siedziba gminy Łagiewniki, należącej do powiatu bytomskiego.

## Nazwa
Nazwa dzielnicy ma metrykę średniowieczną. Dawniej była osobną wsią, która w XIX wieku w wyniku procesów urbanizacyjnych została wchłonięta przez miasto Bytom. Notowana w dokumentach z XIII wieku: Legewnicz (1254), a także później Lagebniky (1532), Lagiewniki (1659), Lagiewnik (1783), Lagiewnitz, Ober u. Mittel (1845), Łagiewniki (1920). W okresie międzywojennym stosowana była również efemeryczna i ahistoryczna niemiecka nazwa Hohenlinde wcześniej Niemcy stosowali zniemczoną nazwę Lagiewnitz.
Nazwa Łagiewniki pochodzi od łagiewnika mieszkańca wsi służebnej, która zajmowała się dawniej wyrobem łagwi – naczyń służących do transportowania, przechowywania oraz picia różnych napojów na dwór książęcy. Były to naczynia klepkowe tworzone z drewna, określenie łagiewnik jest średniowiecznym określeniem bednarza, który obecnie wykonuje tą metodą beczki. W średniowieczu produkowano z klepek także inne pojemniki np. wiadra, a nawet naczynia takie jak kubki, misy czy talerze. Według historyków łagiewnicy zajmowali się również wytwarzaniem oraz dostarczaniem napojów na dwory królewskie lub książęce. Warzyli piwo oraz sycili miód prawdopodobnie będąc także słodownikami, piwowarami lub miodowarami. Istnieje w Polsce wiele innych lokalizacji lub miejscowości noszących tą historyczną nazwę – Łagiewniki.

## Historia

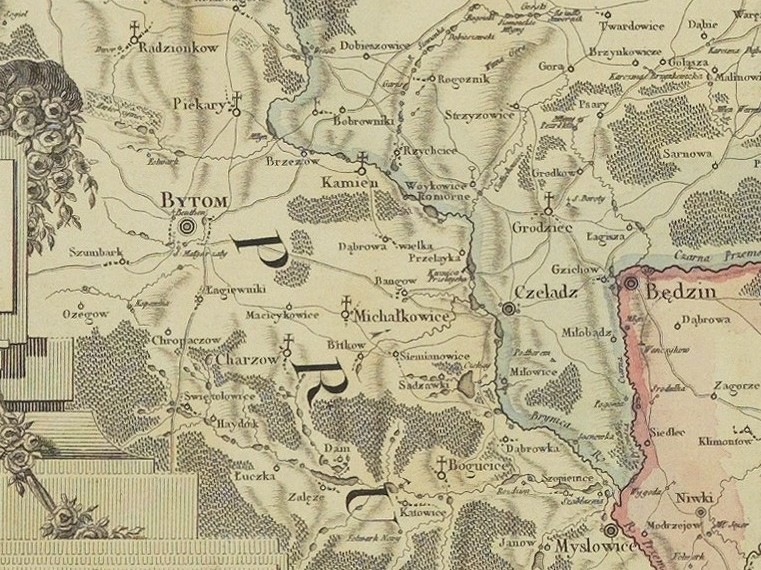
Nazwa Łagiewniki na mapie z 1792 r.

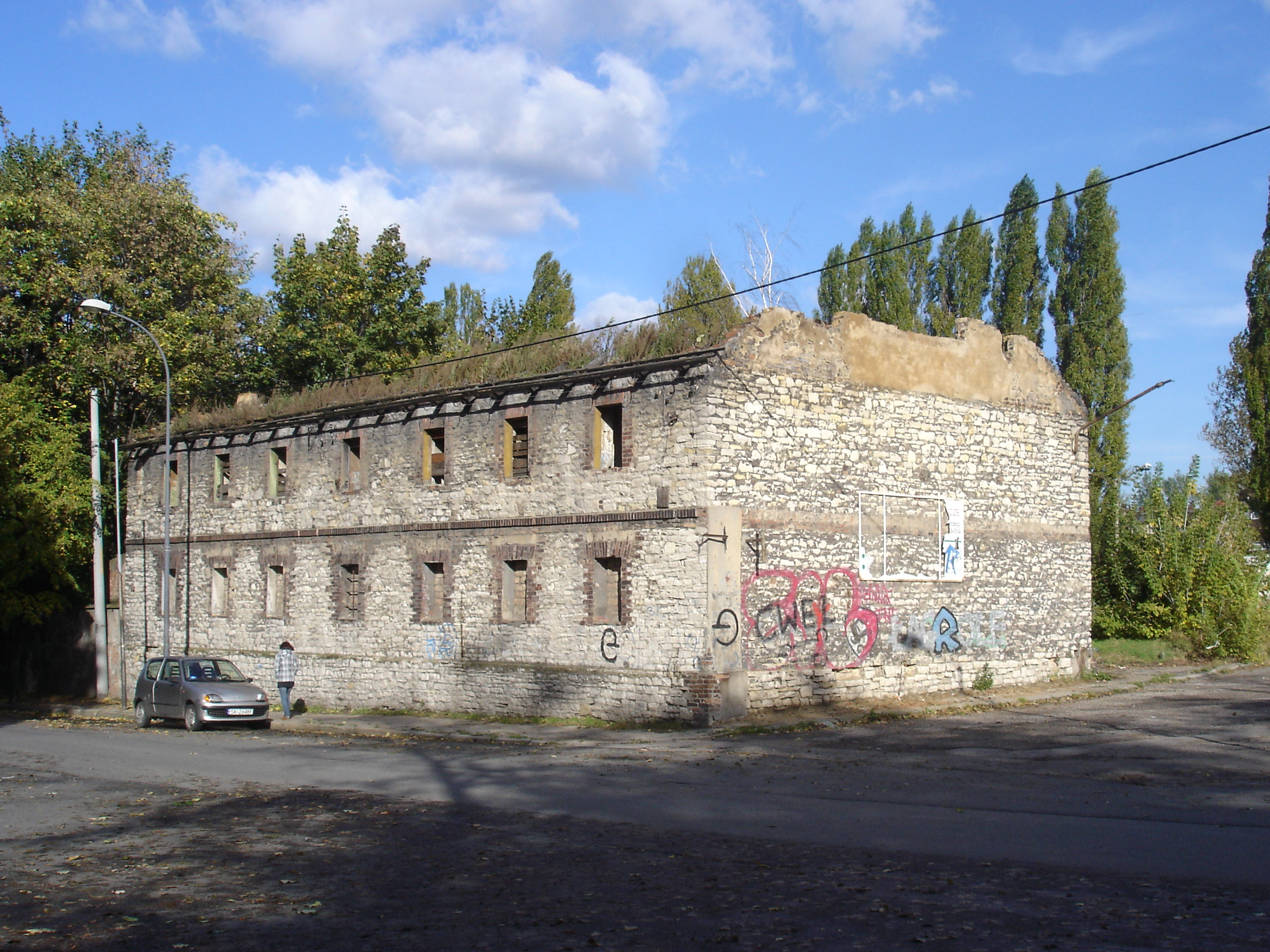
Dom z wapienia w zespole dawnego folwarku w Łagiewnikach, wyburzony w 2017 r. (w latach 2011−2016 w rejestrze zabytków)

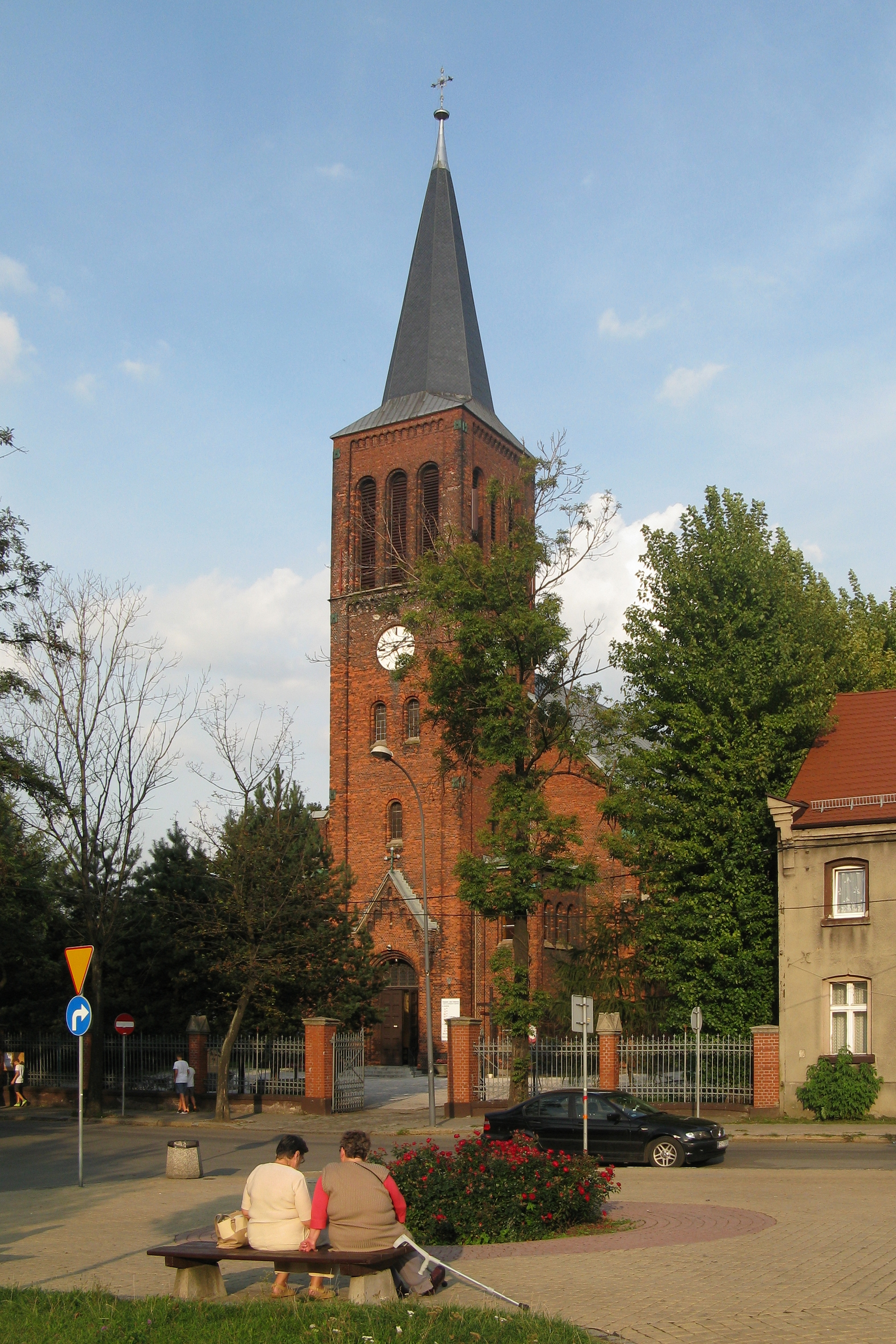
Kościół parafialny w 2018 r.

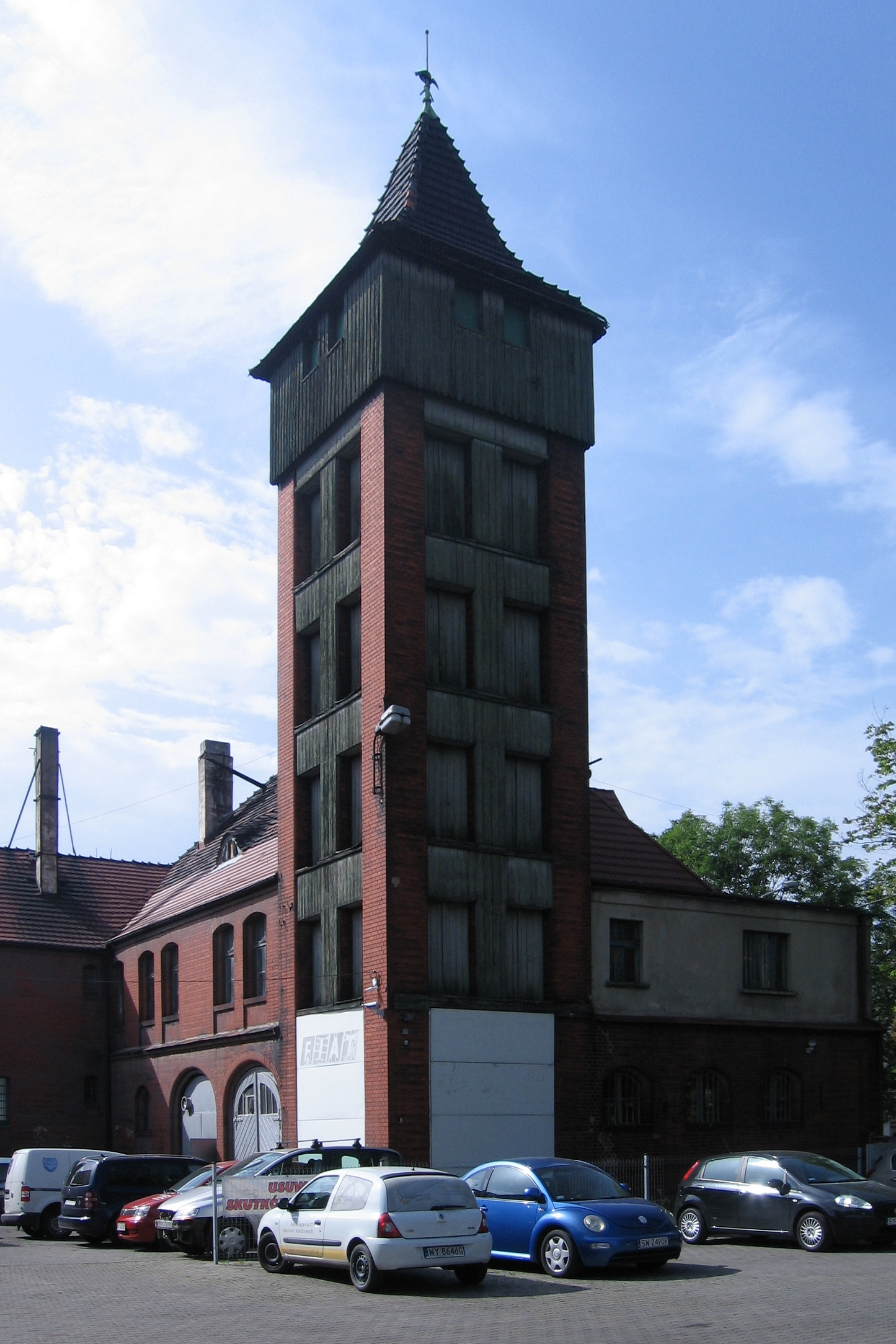
Remiza strażacka w 2017 r.

Pierwsza zachowana wzmianka o Łagiewnikach pojawiła się w akcie lokacyjnym miasta Bytomia z 1254 roku. Od początku swojego istnienia były rozległe, a w 1532 roku zostały podzielone na trzy osobne wsie, Łagiewniki Górne, Średnie (do nich należały m.in. późniejsze Nomiarki, dziś podzielone przez Chorzów i Świętochłowice) i Dolne.
W 1790 roku Salomon Isaac odkrywa złoża węgla kamiennego, a już 1791 roku na terenie Łagiewnik Dolnych powstała kopalnia Prinz Karl von Hessen oraz kolejno w latach 1798 i 1809 Huta „Królewska” (Königshütte) oraz w latach 1807–1810 huta cynku „Lydognia”. Obok hut utworzono kolonię przemysłową Królewska Huta (Königshütte), która po przyłączeniu pobliskich kolonii fabrycznych Łagiewnik i sąsiednich gmin, otrzymała w 1868 roku prawa miejskie.
W 1822 roku uruchomiono kopalnię „Florentine” (od 1936 roku „Łagiewniki”), a następnie w 1826 roku hutę cynku „Marienwunsch”, zlikwidowaną w 1870. W latach 1831–1832 w wyniku epidemii cholery zmarło wielu mieszkańców Łagiewnik. Rozwój przemysłu ciężkiego wpłynął znacząco na rozbudowę osady, co potwierdza statystyka liczby mieszkańców:
| rok  | liczba mieszkańców |
| ---- | ------------------ |
| 1783 | 211                |
| 1817 | 359                |
| 1825 | 431                |
| 1884 | 5681               |
| 1910 | 10853              |

W 1857 roku Hubert von Tiele-Winckler otworzył hutę „Hubertus”, znaną następnie jako Huta „Zygmunt”, obecnie jest już zlikwidowana (w latach 1944–1945 podobóz KL Auschwitz). W 1860 roku rozpoczęła działalność Spółka Wapienna („Lagiewniker Kalk-Societät”), która zawarła z miastem wieloletni kontrakt na wydobycie wapienia. Kamień z tego złoża posłużył m.in. przy rozbudowie Kościoła Wniebowzięcia Najświętszej Maryi Panny w Bytomiu oraz jednego z kościołów ewangelickich w okolicy Bytomia. Pierwszy budynek szkoły w Łagiewnikach po odłączeniu się Królewskiej Huty wybudowano w 1874 roku. Pięć lat później szkołę przeniesiono do nowego budynku, a stary przekształcono na kaplicę. W 1910 roku, a następnie w 1912 roku powstały dwie kolejne szkoły, a w latach 1895–1896/96 staraniami ks. Norberta Bonczyka wybudowano neoromański kościół św. Jana Nepomucena według projektu Paula Jackischa.
W 1904 roku Łagiewniki Górne oraz Średnie zostały połączone w gminę Hohenlinde, której ratusz wybudowano w 1910 roku. W międzyczasie, w 1908 roku, założony został park „Zieleniec”. 14 marca 1919 roku w Łagiewnikach zawiązało się gniazdo Polskiego Towarzystwa Gimnastycznego „Sokół” na Śląsku, które w 1920 roku liczyło 154 członków.
Podczas plebiscytu 58% mieszkańców opowiedziało się za Polską, a po podziale Górnego Śląska gmina została dołączona do Polski, do utworzonego w 1922 roku powiatu świętochłowickiego, a po jego zniesieniu 1 kwietnia 1939 roku gminę włączono do powiatu katowickiego.
1 kwietnia 1951 roku gmina została zniesiona, a jej obszar włączony do Bytomia.

## Sport
W Łagiewnikach działał od 1919 do 2015 roku klub piłkarski ŁKS Łagiewniki grający w ostatnich latach działalności w klasie okręgowej. W latach 80. w drużynie grał m.in. Michał Probierz, Ryszard Gilge (Nowakowski), Robert Wobnic, Krzysztof Mosz. Stadion klubowy mieści się przy ul. Krzyżowej 3 i mieści 3000 osób. Najpopularniejszym klubem sportowym w 2011 wśród mieszkańców dzielnicy był Ruch Chorzów. Wtedy była to jedyna dzielnica Bytomia, w której nie dominowali fani Polonii Bytom.

## Zabytki
- średniowieczny krzyż pokutny
- Remiza strażacka z 1911 roku

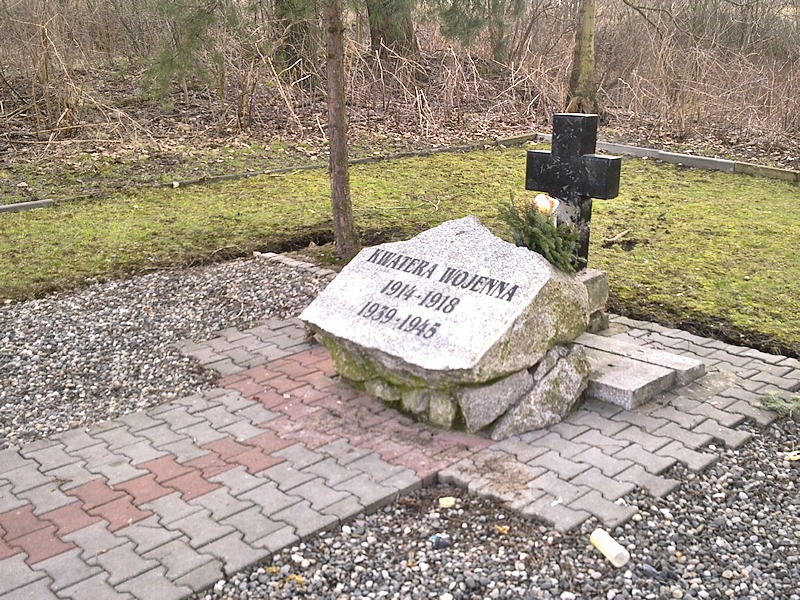
Kwatera wojenna 1914−1918, 1939−1945

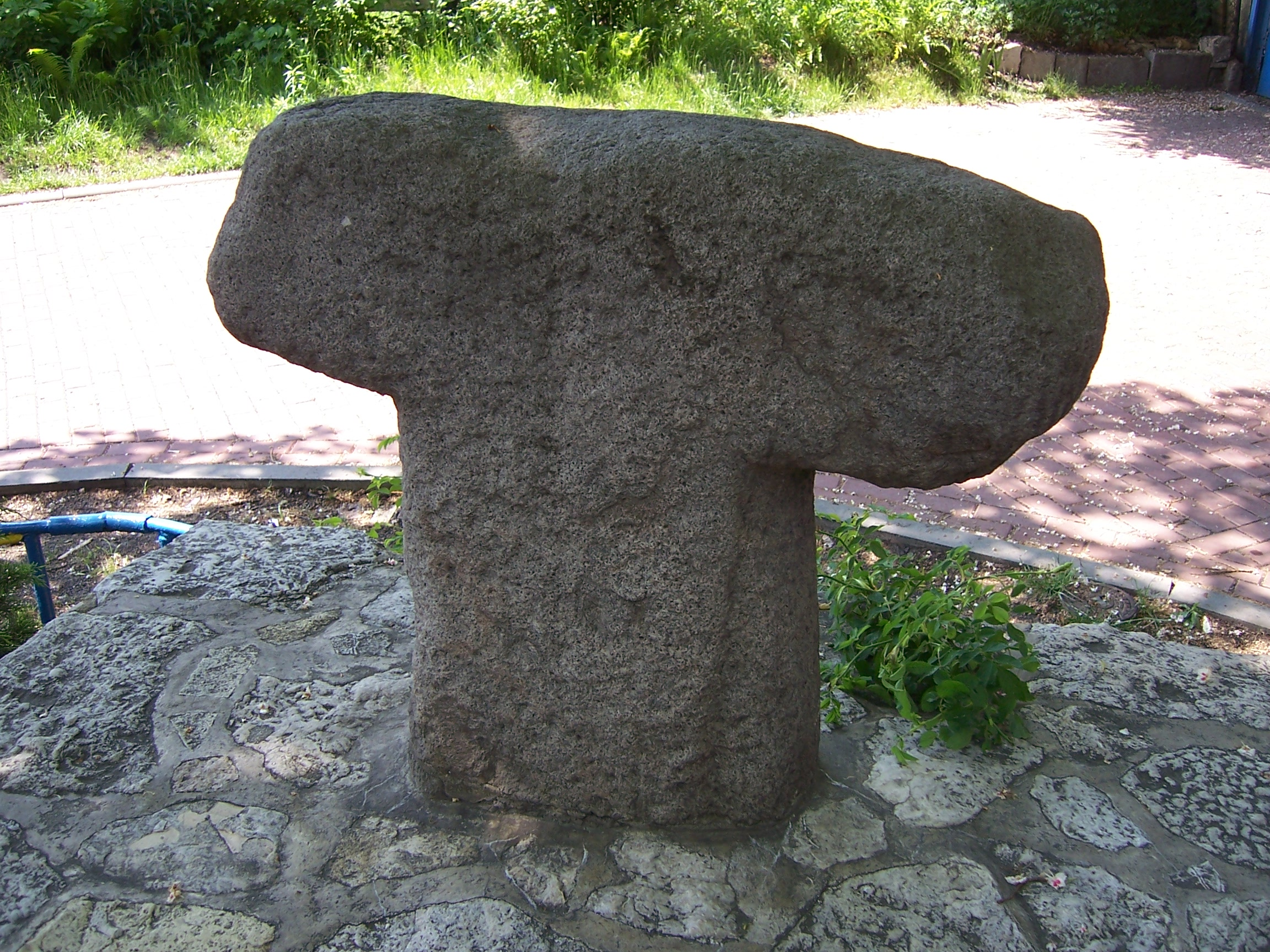
Średniowieczny kamienny krzyż pokutny przy ulicy św. Cyryla i Metodego

- Osiedle robotnicze Kolonia Zgorzelec z lat 1897–1901
- Fortyfikacje Obszaru Warownego Śląsk – punkt oporu „Łagiewniki”, powstałe w latach 1936–1939[19][20].

## Komunikacja
Na granicy Łagiewnik z Chropaczowem znajduje się trójkąt torowy, wykorzystywany przez linie tramwajowe nr 7 i 17 oraz przystanki autobusowe dla linii 102, 127, 201, 227 i 830N). Ulica Świętochłowicka w Bytomiu łączy się z ulicą Bytomską w Świętochłowicach i prowadzi do Drogowej Trasy Średnicowej.

## Ludzie urodzeni w Łagiewnikach
W Łagiewnikach urodzili się m.in.:
- Henryk Markwica – duchowny rzymskokatolicki
- Feliks Piotr Musialik – górnik, dziennikarz i folklorysta
- Robert Nowoczek – kolarz, trener kolarstwa
- Eryk Tatuś – reprezentant Polski w piłce nożnej
- Roman Szewczyk – reprezentant Polski w piłce nożnej
- Roman Strzałkowski – reprezentant Polski w piłce nożnej
- Michał Probierz - selekcjoner reprezentacji Polski w piłce nożnej